# Tindenses
Les Tindenses forment une tribu berbère antique de l'actuelle région de Kabylie. La tribu faisait partie, avec 4 autres tribus, de la confédération des Quinquégentiens. Elle est divisée en trois tribus: les Aït Waghlis, les Fenaïa et les Ath Ameur.

## Géographie
Le territoire de l'antique tribu des Tindenses est aujourd'hui celui des Aït Waghlis, des Fenaïa et des Aït Amer. Le territoire de la tribu était donc délimitée, à l'ouest, par le col de l'Akfadou et, au sud, par la Soummam.